# Saki Ōga
 (octobre 2015).
Si vous disposez d'ouvrages ou d'articles de référence ou si vous connaissez des sites web de qualité traitant du thème abordé ici, merci de compléter l'article en donnant les références utiles à sa vérifiabilité et en les liant à la section « Notes et références ».
Saki Ōga (大賀 咲希, Ōga Saki), née le 11 avril 2000 est une chanteuse et une idole japonaise, membre du groupe féminin Sakura Gakuin depuis 2012 et de ses sous-groupes Pastel Wind et Sleepiece (2e génération). Elle est produite par l'agence Amuse Inc.

## Biographie
Saki Ooga intègre Sakura Gakuin le 6 mai 2012. Elle forme la 4e génération.
Elle rejoint le sous-groupe Pastel Wind (sur le thème du tennis), à la suite du départ de Marina Horiuchi le 5 mai 2013. Elle enregistrera un seul single figurant dans l'album Sakura Gakuin 2014nendo ~Kimi ni Todoke~.
En 2015, la 2e génération de Sleepiece est formée avec Maaya Aso, Mirena Kurosawa et Saki Ooga.

## Groupes
- Sakura Gakuin (2012-)
  - Pastel Wind (2013-)
  - Sleepiece (2015-)

## Discographie en groupe

### Avec Sakura Gakuin
| #             | Date de sortie   | Titre de l'album                         | Label                 |
| Albums studio | Albums studio    | Albums studio                            | Albums studio         |
| ------------- | ---------------- | ---------------------------------------- | --------------------- |
| 3             | 13 mars 2013     | Sakura Gakuin 2012nendo ~My Generation~  | Universal Music Japan |
| 4             | 12 mars 2014     | Sakura Gakuin 2013nendo ~Kizuna~         | Universal Music Japan |
| 5             | 25 mars 2015     | Sakura Gakuin 2014nendo ~Kimi ni Todoke~ | Universal Music Japan |
| Singles       |                  |                                          |                       |
| 4             | 5 septembre 2012 | Wonderful Journey                        | Universal Music Japan |
| 5             | 27 février 2013  | My Graduation Toss                       | Universal Music Japan |
| 6             | 9 octobre 2013   | Ganbare!!                                | Universal Music Japan |
| 7             | 12 février 2014  | Jump Up ~Chiisana Yūki~                  | Universal Music Japan |
| -             | 22 octobre 2014  | Heart no Hoshi                           | Universal Music Japan |
| -             | 4 mars 2015      | Aogeba Tōtoshi                           | Universal Music Japan |

### Avec Pastel Wind
| Année | Titre                                  | De l'album/single                                           |
| ----- | -------------------------------------- | ----------------------------------------------------------- |
| 2013  | Yosoijō no Smash (予想以上のスマッシュ | Jump Up ~Chiisana Yūki~ et Sakura Gakuin 2013nendo ~Kizuna~ |